# Brittany Farms-The Highlands
Brittany Farms-The Highlands es un lugar designado por el censo ubicado en el condado de Bucks en el estado estadounidense de Pensilvania. En el año 2010 tenía una población de 3.695 habitantes y una densidad poblacional de 1.191,9 personas por km².

## Geografía
Brittany Farms-The Highlands se encuentra ubicado en las coordenadas 40°16′8″N 75°12′51″O / 40.26889, -75.21417. Según la Oficina del Censo de los Estados Unidos, Brittany Farms-The Highlands tiene una superficie total de 1,19 mi² (3,1 km²), de la cual 1,19 mi² (3,1 km²) corresponden a tierra firme y 0 mi² (0 km²) es agua.